# .ug
.ug là tên miền quốc gia cấp cao nhất (ccTLD) của Uganda.
Đăng ký trước đây ở các tên miền cấp 2 sau:
- .co.ug: Cơ quan thương mại
- .ac.ug: Cơ quan giáo dục cấp bằng đại học, hoặc cao học
- .sc.ug: Trường cấp 1, 2 hoặc thấp hơn
- .go.ug: Đại diện chính phủ và các tổ chức độc lập của chính phủ
- .ne.ug: Nhà cung cấp mạng hoặc những thiết bị đặc biệt của mạng
- .or.ug: Các cơ quan phi chính phủ

Tuy nhiên, hiện nay đã cho phép đăng ký trực tiếp ở cấp 2